# Giulio Cirino
Giulio Cirino (Roma, 1880 - 1970) fou un baix italià amb un extens repertori.
La Temporada 1926-1927 va cantar al Gran Teatre del Liceu de Barcelona.